# Silnice I/69 (Slovensko)
Silnice I. třídy 69 (I/69) je silnice I. třídy na Slovensku, která spojuje Banskou Bystrici a Zvolen, paralelně s rychlostní silnicí R1. Její celková délka je 13,420 km.

## Historie
Silnice původně spojovala silnice I/50 a I/66 mezi křižovatkami Stráže a Kováčová. Na počátku 80. let po výstavbě 4proudé přeložky silnice I/50 Šášovské Podhradie - Zvolen byl začátek silnice posunut do křižovatky Budča. V 90. letech byla silnice prodloužena přes Sliač do Banské Bystrice (původní úsek silnice I/66 před výstavbou 4proudé přeložky). V roce 2009 byl úsek Budča – Kováčová zařazen jako součást rychlostní silnice R1.
Po překategorizování souběžného čtyřproudého úseku silnice I/66 na rychlostní silnici R1 se silnice I/69 stala prakticky propojením dvou nesouvislých úseků I/66 mezi Kováčovou a Banskou Bystricou. Číslo 69 by zde tedy mohlo být opuštěno jako nadbytečné a nahrazeno číslem 66.

## Průběh
Začátek I/69 je v křižovatce Kováčová s rychlostní silnicí R1 a silnicí I/66. Dále se I/69 v Kováčové kříží s III/2459, s III/2460 u Zvolenu a v Sliači, následně s III/2448 a III/2449. 
I/69 dále přechází do banskobystrického okresu, kříží se s III/2413, III/2415 a s III/2414 a končí se na křižovatce s I/66 a R1.